# San Pancrazio Salentino
San Pancrazio Salentino es una comune italiana de la provincia de Brindisi, en Apulia. Tiene una población estimada, en febrero de 2021, de 9.486 habitantes.

## Evolución demográfica
| Gráfica de evolución demográfica de San Pancrazio Salentino entre 1861 y 2001 |
|                                                                               |
| Fuente ISTAT - elaboración gráfica de Wikipedia                               |